# Stari željeznički most u Beogradu
Stari željeznički most jedan je od mostova u glavnom gradu Republike Srbije Beogradu. Proteže se preko rijeke Save, a nalazi se na trasi glavne željezničke pruge koja prolazi kroz Beograd.

## Povijest
Prvi beogradski željeznički most koji s nalazio na ovom mjestu otvoren je 20. kolovoza 1884. godine, a preko njega su prometovali vlakovi koji su povezivali Beograd i Zemun. Objekt se nalazio na 6 kamenih stupova, ukupna duljina iznosila je 462 m, dok je težina bila 7.200 tona. Most je srušen u Prvom svjetskom ratu, da bi 1919. godine bio ponovno izgrađen. Ipak, ponovno je srušen 1941. godine. Današnji most izgrađen je nakon završetka Drugog svjetskog rata u okviru ratne reparacije. Otvoren je 1945. godine. 

## Tehničke karakteristike
Ukupna duljina mosta iznosi 462 m, najveći raspon je 350 m a visok je 13 m. Prometno ima veliku važnost, jer s nalazi na trasi glavne željezničke pruge koja prolazi Beogradom. Ipak, svojim trenutnim stanjem sve teže zadovoljava rastuće prometne potrebe. Mostom upravlja tvrtka Željeznice Srbije.

## Rekonstrukcije
Nakon otvorenje, u narednim godinama nekoliko puta izvršene su rekonstrukcije i popravci, a one značajnije dogodile su se 1986., 1995., 1996. i 2009. godine.

## Galerija slika
- Stari željeznički most, panoramski pogled.
- Stari željenički most.